# كارل مور (سياسي)
كارل مور هو سياسي سويسري، ولد في 11 ديسمبر 1853 في فريبورغ في سويسرا، وتوفي في 14 يونيو 1932 في برلين في ألمانيا. نشط حزبياً في الحزب الاشتراكي الديمقراطي السويسري.